# Bergs kommun, Troms
Ej att förväxla med Bergs kommun i Sverige. För den tidigare kommunen Berg i Østfold fylke i Norge, se Bergs kommun, Østfold.
Bergs kommun (norska: Berg kommune, nordsamiska: Birgi suohkan) var en kommun i Troms fylke i norra Norge. Den uppgick i Senja kommun när denna bildades den 1 januari 2020. Bergs kommun omfattade ön Senjas nordvästra sida, vid fjordarna Bergsfjorden, Steinfjorden, Ersfjorden och Mefjorden. Kommunen gränsade i öst mot Lenviks kommun, i söder mot Tranøy kommun och i sydväst mot Torskens kommun. Centralort var Skaland.
I Bergs kyrka i Skaland verkade Norges första kvinnliga präst, Ingrid Bjerkås, från 1961 till 1965. Det lilla fiskeläget Hamn fick redan 1882 elektriskt ljus från ett lokalt verk, ett av världens två första kommersiella vattenkraftverk. På Finnsæter finns en tennsmedja med brukskonstcenter.

## Administrativ historik
Bergs kommun upprättades den 1 januari 1838 (som Berg formannskapsdistrikt) när Formannskapslovene från 1837 trädde i kraft. Kommunen omfattade då den västra delen av nuvarande Senja kommun (Bergs och Torskens socknar).
Den 1 januari 1902 bröts Torskens kommun ut ur kommunen som då minskade från 2 231 invånare före delningen till 1 002 invånare efter.
Den 1 januari 2020 bildades Senja kommun genom en sammanslagning av de fyra kommunerna Lenvik, Torsken, Berg och Tranøy.

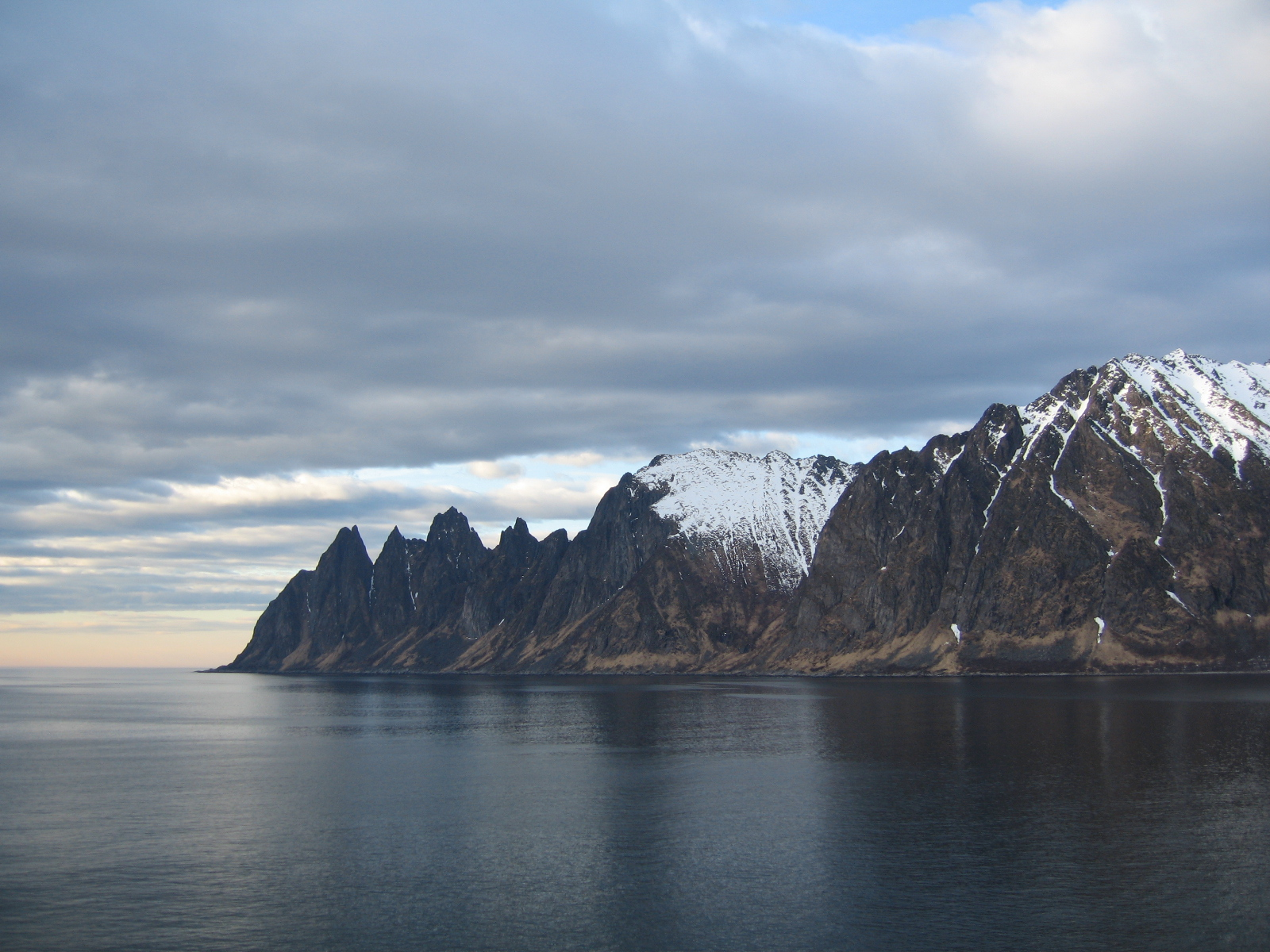
Okshornan i Ersfjorden.